# Microzetes viedmai
Microzetes viedmai är en kvalsterart som beskrevs av Subías, Ruiz och Kahwash 1990. Microzetes viedmai ingår i släktet Microzetes och familjen Microzetidae. Inga underarter finns listade i Catalogue of Life.